# Jeskyně Chinhoyi
Jeskyně Chinhoyi (dříve známé jako jeskyně Sinoia) jsou skupinou vápencových a dolomitových jeskyní v severozápadní centrální části Zimbabwe. V roce 1955 byly vyhlášeny národním parkem a spravuje je Správa parků a divoké přírody Zimbabwe.

## Poloha
Jeskyně se nachází v okrese Makonde v provincii Mashonaland West, přibližně 9 kilometrů severozápadně od města Chinhoyi (dříve Sinoia), které je nejbližším větším městem a zároveň sídlem okresní a provinční správy. Jeskyně leží asi 135 kilometrů severozápadně od hlavního města Harare. Nachází se u hlavní silnice A-1 mezi Harare a Chirundu, na mezinárodní hranici se Zambií, přibližně 250 km severozápadně od jeskyní.

## Přehled
Jeskynní systém je tvořen vápencem a dolomitem. Hlavní jeskyně obsahuje jezírko s kobaltově modrou vodou, známé jako Sleeping Pool neboli Chirorodziva („Jezero padlých“). Potápěči zde objevili podvodní průchod vedoucí z Netopýří jeskyně, podkomory Temné jeskyně, do další části zvané Slepá jeskyně.
Potápění je zde možné po celý rok – teplota vody se pohybuje mezi 22–24 °C a není zde teplotní rozhraní (termoklina). Viditelnost je výborná, často přes 50 metrů. Lokalita je oblíbená u týmů technických potápěčů, kteří zde provádějí extrémně hluboké ponory – běžné jsou ponory hlubší než 100 metrů. Na místě se nachází kemp a motel provozovaný správou národních parků.

## Historie
Místní název jezírka Chirorodziva („Jezero padlých“) pochází z roku 1830, kdy příslušníci kmene Angonni napadli místní obyvatelstvo a své oběti házeli do jeskyně, aby se jich zbavili.
Vápencové jeskyně byly poprvé popsány Frederickem Courtneyem Selousem v roce 1888. Jsou nejrozsáhlejším jeskynním systémem v Zimbabwe, který je přístupný veřejnosti.

## Náboženství
Jeskyně mají důležité místo v tradičních afrických náboženstvích – jsou považovány za místo, kde se prováděly rituály za účelem přivolání deště. Jsou obklopeny posvátným lesem, z něhož bylo zakázáno kácet stromy.